# Asterion II
L'Asterion II è un traghetto di proprietà della compagnia di navigazione greca Anek Lines.

## Servizio
Varato l'8 novembre 1990 presso i cantieri navali Mitsubishi Heavy Industries di Kōbe con il nome di Ishikari (いしかり) e consegnato alla Taiheiyo Ferry il 18 marzo dell'anno seguente, entra in servizio tra Tomakomai, Sendai e Nagoya a partire dallo stesso mese.

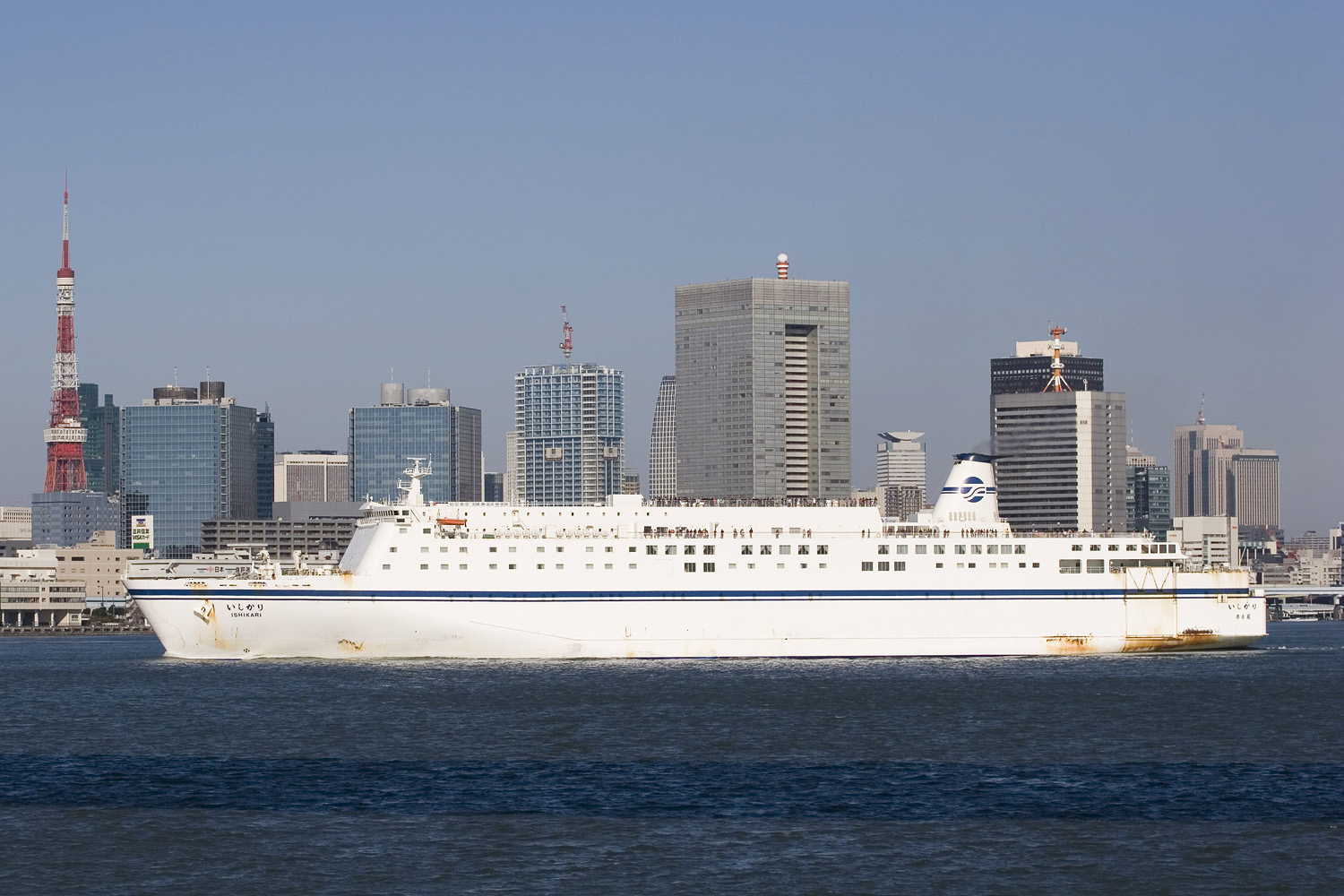
L'allora Ishikari nel 2006.

Nel marzo 2011, in vista dell'ingresso in servizio di una nuova unità che verrà ribattezzata con il suo stesso nome, viene venduto alla Golden Spring Enterprise, che lo ribattezza Grand Spring. Successivamente viene inserito sui collegamenti tra Corea del Sud e Cina.
Nel 2015 viene disarmato a Weihai. 
Il 27 marzo 2018 viene acquistato dalla Alphaglobe Shipping Ltd e subito noleggiato alla greca Anek Lines, che lo ribattezza Asterion II.
Giunto in Grecia, viene sottoposto ad intensi lavori di ammodernamento e successivamente immesso nei collegamenti tra Venezia, Igoumenitsa e Patrasso. 

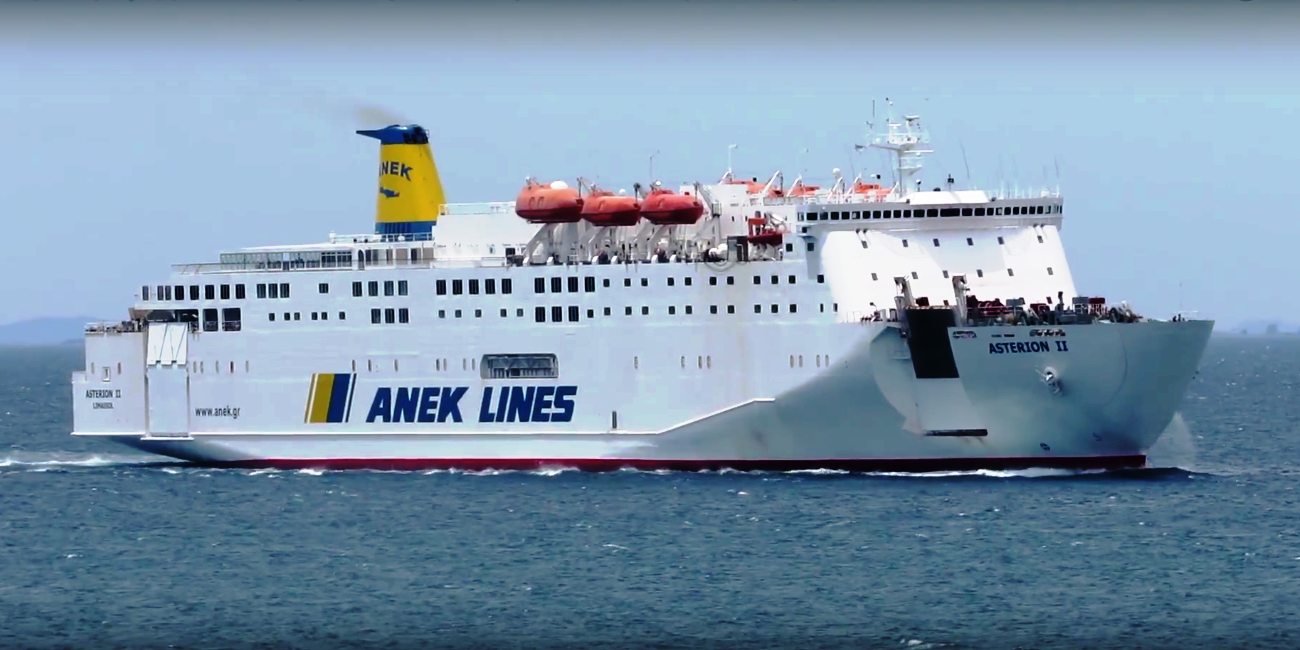
L'Asterion II in arrivo a Patrasso nel 2018.

A febbraio 2022 viene noleggiato a Superfast Ferries, continuando tuttavia ad operare sulla stessa linea.
Dal 2024, con l'ingresso di Anek Lines nell'Attica Group, torna ad operare per la compagnia greca.